# Torneo Clausura 2012 Liga de Nuevos Talentos
El Torneo Clausura 2012 de la Liga de Nuevos Talentos fue el 30° torneo corto que cerró la LXIII temporada de la Segunda División. El Atlas "B" conquistó su primer campeonato en la categoría, tras derrotar a Pumas Naucalpan.

## Sistema de competición
El sistema de competición de este torneo se desarrolla en dos fases:
- Fase de calificación: que se integra por las 15 jornadas del torneo.
- Fase final: que se integra por los partidos de ida y vuelta en rondas de octavos de final, cuartos de final, de semifinal y final.

### Fase de calificación
En la fase de calificación se observará el sistema de puntos. La ubicación en la tabla general está sujeta a lo siguiente:
- Por juego ganado se obtendrán tres puntos.
- Por juego empatado se obtendrá un punto. (se juegan en penales el punto extra)
- Por juego perdido no se otorgan puntos.

En esta fase participan los 28 clubes de la Liga de Nuevos Talentos jugando en cada grupo todos contra todos durante las jornadas respectivas, a un solo partido.
El orden de los clubes al final de la Fase de Calificación del Torneo corresponderá a la suma de los puntos obtenidos por cada uno de ellos y se presentará en forma descendente. Si al finalizar las 11 o 13 jornadas del Torneo, dos o más clubes estuviesen empatados en puntos, su posición en la Tabla general será determinada atendiendo a los siguientes criterios de desempate:
1. Mejor diferencia entre los goles anotados y recibidos.
2. Mayor número de goles anotados.
3. Marcadores particulares entre los Clubes empatados.
4. Mayor número de goles anotados como visitante.
5. Mejor ubicado en la Tabla general de cociente.
6. Tabla Fair Play.
7. Sorteo.

Para determinar los lugares que ocuparán los clubes que participen en la fase final del torneo se tomará como base la Tabla general de clasificación.
Participan automáticamente por el título de Campeón de la Liga de Nuevos Talentos los primeros 4 lugares de cada grupo (8 en total).

### Fase final
Los dieciséis clubes calificados para esta fase del torneo serán reubicados de acuerdo con el lugar que ocupen en la Tabla general al término de la jornada 15, con el puesto del número uno al club mejor clasificado, y así hasta el #16. Los partidos a esta fase se desarrollarán a visita, en las siguientes etapas:
- Octavos de final
- Cuartos de final
- Semifinales
- Final

Los clubes vencedores en los partidos de octavos, cuartos de final y semifinal serán aquellos que en los dos juegos anoten el mayor número de goles. De existir empate en el número de goles anotados, la posición se definirá a favor del club con mayor cantidad de goles a favor cuando actúe como visitante.
Si una vez aplicado el criterio anterior los clubes siguieran empatados, se observará la posición de los clubes en la tabla general de clasificación.
Los partidos correspondientes a la Fase final se jugarán obligatoriamente los días miércoles y sábado, y jueves y domingo eligiendo, en su caso, exclusivamente en forma descendente, los cuatro Clubes mejor clasificados en la Tabla general al término de la jornada 15, el día y horario de su partido como local. Los siguientes cuatro Clubes podrán elegir únicamente el horario.
El Club vencedor de la Final y por lo tanto Campeón, será aquel que en los dos partidos anote el mayor número de goles. Si al término del tiempo reglamentario el partido está empatado, se agregarán dos tiempos extras de 15 minutos cada uno. De persistir el empate en estos periodos, se procederá a lanzar tiros penales hasta que resulte un vencedor.

Los partidos de Octavos de final se jugarán de la siguiente manera:
5º vs 12º 6º vs 11º 
7º vs 10º 8º vs 9º 
Los partidos de cuartos de final se jugarán de la siguiente manera:
En las semifinales participarán los cuatro clubes vencedores de cuartos de final, reubicándolos del uno al cuatro, de acuerdo a su mejor posición en la Tabla general de clasificación al término de la jornada 15 del Torneo correspondiente, enfrentándose:
Disputarán el título de Campeón de los Torneos de Apertura 2011 y Clausura 2012 los dos clubes vencedores de la fase semifinal correspondiente, reubicándolos del uno al dos, de acuerdo a su mejor posición en la Tabla general de clasificación al término de las jornadas de cada torneo.

## Equipos participantes

### Zona 1
| Equipo                                     | Ciudad                           | Estadio                                |
| ------------------------------------------ | -------------------------------- | -------------------------------------- |
| Álamos FC                                  | Nezahualcóyotl, Estado de México | U.D. Ciudad Jardín Bicentenario        |
| Alto Rendimiento Tuzo                      | San Agustín Tlaxiaca, Hidalgo    | Hidalgo                                |
| América Coapa                              | México, D. F.                    | Instalaciones Club América Coapa       |
| Atlético Tapatío                           | Chalco, Estado de México         | Arreola                                |
| Cañoneros de Campeche                      | Campeche, Campeche               | Universitario Campeche                 |
| Centro Universitario del Fútbol            | San Agustín Tlaxiaca, Hidalgo    | Universidad del Fútbol                 |
| Club Astros                                | México, D. F.                    | Municipal Claudio Suárez               |
| Cuautla                                    | Cuautla, Morelos                 | Isidro Gil Tapia                       |
| FC Bavaria Tultitlán                       | Tultitlán, México                | Deportivo Cartagena                    |
| Lobos Prepa                                | Puebla, Puebla                   | Preparatoria Lic. Benito Juárez García |
| Pumas Naucalpan                            | México, D. F.                    | La Cantera                             |
| Reyes de Texcoco                           | Texcoco, Estado de México        | Municipal Claudio Suárez               |
| Tecamachalco Sur                           | Huixquilucan, Estado de México   | Alberto Pérez Navarro                  |
| Universidad Autónoma del Estado de Hidalgo | Pachuca, Hidalgo                 | Club Hidalguense                       |
| Zacatepec 1948                             | Zacatepec, Morelos               | Agustín Coruco Díaz                    |

### Zona 2
| Equipo                            | Ciudad                         | Estadio                              |
| --------------------------------- | ------------------------------ | ------------------------------------ |
| Alfareros de Tonalá               | Tonalá, Jalisco                | U.D. Revolución Mexicana             |
| Atlas "B"                         | Zapopan, Jalisco               | Alfredo "Pistache" Torres            |
| Cachorros León                    | León, Guanajuato               | Nou Camp / Casa Club León            |
| Cachorros UANL                    | Zuazua, Nuevo León             | Instalaciones de Zuazua              |
| Club Deportivo Oro                | Guadalajara, Jalisco           | Jalisco / Club La Primavera          |
| Colegio Once México               | Zapopan, Jalisco               | Colegio Once México                  |
| Durango                           | Durango, Durango               | Francisco Zarco                      |
| Estudiantes Tecos "B"             | Zapopan, Jalisco               | Deportivo U.A.G.                     |
| Irapuato                          | Irapuato, Guanajuato           | Sergio León Chávez                   |
| Necaxa "B"                        | Aguascalientes, Aguascalientes | Victoria                             |
| Reboceros de La Piedad            | Guanajuato, Guanajuato         | Macrocentro 2 CEDAJ                  |
| Topos de Reynosa                  | Reynosa, Tamaulipas            | Unidad Deportiva Solidaridad         |
| Universidad Autónoma de Zacatecas | Zacatecas, Zacatecas           | Universitario Unidad Deportiva Norte |

### Cambios
- Indios "B" deja de competir como consecuencia de la desafiliación del equipo principal de la Liga de Ascenso tras el incumplimiento de pago a jugadores y equipo técnico.[30]
- Orinegros de Ciudad Madero fue desafiliado a mediados del Apertura 2011, por lo que también fue eliminado de la competencia.[31]

## Tabla general
| Pos. | Equipo                            | Pts. | PJ | G  | E | P  | GF | GC | Dif. | Clasificación       |
| ---- | --------------------------------- | ---- | -- | -- | - | -- | -- | -- | ---- | ------------------- |
| 1    | América Coapa                     | 38   | 14 | 12 | 1 | 1  | 35 | 11 | +24  | Liguilla de ascenso |
| 2    | Cañoneros de Campeche             | 29   | 14 | 8  | 4 | 2  | 25 | 12 | +13  | Liguilla de ascenso |
| 3    | Pumas Naucalpan                   | 29   | 14 | 8  | 4 | 2  | 24 | 15 | +9   | Liguilla de ascenso |
| 4    | Alto Rendimiento Tuzo             | 28   | 14 | 7  | 4 | 3  | 33 | 21 | +12  | Liguilla de ascenso |
| 5    | Zacatepec 1948                    | 27   | 14 | 6  | 6 | 2  | 33 | 22 | +11  | Liguilla de ascenso |
| 6    | Atlas "B" (C)                     | 26   | 12 | 7  | 4 | 1  | 22 | 9  | +13  | Liguilla de ascenso |
| 7    | Universidad Autónoma de Zacatecas | 26   | 12 | 8  | 1 | 3  | 23 | 13 | +10  | Liguilla de ascenso |
| 8    | Reyes de Texcoco                  | 26   | 14 | 6  | 5 | 3  | 27 | 20 | +7   | Liguilla de ascenso |
| 9    | Cachorros León                    | 24   | 12 | 7  | 3 | 2  | 24 | 15 | +9   | Liguilla de ascenso |
| 10   | Universidad Autónoma de Hidalgo   | 23   | 13 | 6  | 4 | 3  | 24 | 12 | +12  | Liguilla de ascenso |
| 11   | Lobos Prepa                       | 22   | 14 | 7  | 1 | 6  | 28 | 16 | +12  | Liguilla de ascenso |
| 12   | Estudiantes Tecos "B"             | 22   | 12 | 5  | 4 | 3  | 20 | 13 | +7   | Liguilla de ascenso |
| 13   | Reboceritos de La Piedad          | 22   | 12 | 7  | 1 | 4  | 23 | 18 | +5   | Liguilla de ascenso |
| 14   | Durango                           | 20   | 11 | 5  | 3 | 3  | 16 | 12 | +4   | Liguilla de ascenso |
| 15   | Cuautla                           | 20   | 14 | 5  | 4 | 5  | 31 | 28 | +3   |                     |
| 16   | Cachorros de la UANL              | 19   | 12 | 5  | 3 | 4  | 16 | 10 | +6   | Liguilla de ascenso |
| 17   | Necaxa "B"                        | 19   | 12 | 4  | 4 | 4  | 15 | 11 | +4   | Liguilla de ascenso |
| 18   | Atlético Tapatío                  | 19   | 14 | 4  | 4 | 6  | 23 | 24 | −1   |                     |
| 19   | Tecamachalco Sur                  | 19   | 14 | 5  | 3 | 6  | 13 | 17 | −4   |                     |
| 20   | Irapuato "B"                      | 17   | 12 | 3  | 4 | 5  | 16 | 15 | +1   |                     |
| 21   | Alfareros de Tonalá               | 12   | 11 | 3  | 2 | 6  | 12 | 20 | −8   |                     |
| 22   | Colegio Once México               | 9    | 12 | 3  | 0 | 9  | 10 | 31 | −21  |                     |
| 23   | Topos de Reynosa                  | 8    | 12 | 2  | 2 | 8  | 12 | 30 | −18  |                     |
| 24   | Centro Universitario del Fútbol   | 9    | 14 | 1  | 4 | 9  | 7  | 29 | −22  |                     |
| 25   | Álamos F.C.                       | 9    | 13 | 2  | 2 | 9  | 3  | 32 | −29  |                     |
| 26   | Bavaria Tultitlán                 | 8    | 14 | 2  | 1 | 11 | 13 | 34 | −21  |                     |
| 27   | C.D. Oro                          | 7    | 12 | 2  | 1 | 9  | 12 | 24 | −12  |                     |
| 28   | Club Astros                       | 4    | 14 | 1  | 1 | 12 | 16 | 42 | −26  |                     |

 Fuente: Segunda División FMF

## Grupos

### Grupo 1
| Pos. | Equipo                          | Pts. | PJ | G  | E | P  | GF | GC | Dif. | Clasificación       |
| ---- | ------------------------------- | ---- | -- | -- | - | -- | -- | -- | ---- | ------------------- |
| 1    | América Coapa                   | 38   | 14 | 12 | 1 | 1  | 35 | 11 | +24  | Liguilla de ascenso |
| 2    | Cañoneros de Campeche           | 29   | 14 | 8  | 4 | 2  | 25 | 12 | +13  | Liguilla de ascenso |
| 3    | Pumas Naucalpan                 | 29   | 14 | 8  | 4 | 2  | 24 | 15 | +9   | Liguilla de ascenso |
| 4    | Alto Rendimiento Tuzo           | 28   | 14 | 7  | 4 | 3  | 33 | 21 | +12  | Liguilla de ascenso |
| 5    | Zacatepec 1948                  | 27   | 14 | 6  | 6 | 2  | 33 | 22 | +11  | Liguilla de ascenso |
| 6    | Reyes de Texcoco                | 26   | 14 | 6  | 5 | 3  | 27 | 20 | +7   | Liguilla de ascenso |
| 7    | Universidad Autónoma de Hidalgo | 23   | 13 | 6  | 4 | 3  | 24 | 12 | +12  | Liguilla de ascenso |
| 8    | Lobos Prepa                     | 22   | 14 | 7  | 1 | 6  | 28 | 16 | +12  | Liguilla de ascenso |
| 9    | Cuautla                         | 20   | 14 | 5  | 4 | 5  | 31 | 28 | +3   |                     |
| 10   | Atlético Tapatío                | 19   | 14 | 4  | 4 | 6  | 23 | 24 | −1   |                     |
| 11   | Tecamachalco Sur                | 19   | 14 | 5  | 3 | 6  | 13 | 17 | −4   |                     |
| 12   | Centro Universitario del Fútbol | 9    | 14 | 1  | 4 | 9  | 7  | 29 | −22  |                     |
| 13   | Álamos F.C.                     | 9    | 13 | 2  | 2 | 9  | 3  | 32 | −29  |                     |
| 14   | Bavaria Tultitlán               | 8    | 14 | 2  | 1 | 11 | 13 | 34 | −21  |                     |
| 15   | Club Astros                     | 4    | 14 | 1  | 1 | 12 | 16 | 42 | −26  |                     |

 Fuente: Segunda División FMF

### Grupo 2
| Pos. | Equipo                            | Pts. | PJ | G | E | P | GF | GC | Dif. | Clasificación       |
| ---- | --------------------------------- | ---- | -- | - | - | - | -- | -- | ---- | ------------------- |
| 1    | Atlas "B" (C)                     | 26   | 12 | 7 | 4 | 1 | 22 | 9  | +13  | Liguilla de ascenso |
| 2    | Universidad Autónoma de Zacatecas | 26   | 12 | 8 | 1 | 3 | 23 | 13 | +10  | Liguilla de ascenso |
| 3    | Cachorros León                    | 24   | 12 | 7 | 3 | 2 | 24 | 15 | +9   | Liguilla de ascenso |
| 4    | Estudiantes Tecos "B"             | 22   | 12 | 5 | 4 | 3 | 20 | 13 | +7   | Liguilla de ascenso |
| 5    | Reboceritos de La Piedad          | 22   | 12 | 7 | 1 | 4 | 23 | 18 | +5   | Liguilla de ascenso |
| 6    | Durango                           | 20   | 11 | 5 | 3 | 3 | 16 | 12 | +4   | Liguilla de ascenso |
| 7    | Cachorros de la UANL              | 19   | 12 | 5 | 3 | 4 | 16 | 10 | +6   | Liguilla de ascenso |
| 8    | Necaxa "B"                        | 19   | 12 | 4 | 4 | 4 | 15 | 11 | +4   | Liguilla de ascenso |
| 9    | Irapuato "B"                      | 17   | 12 | 3 | 4 | 5 | 16 | 15 | +1   |                     |
| 10   | Alfareros de Tonalá               | 12   | 11 | 3 | 2 | 6 | 12 | 20 | −8   |                     |
| 11   | Colegio Once México               | 9    | 12 | 3 | 0 | 9 | 10 | 31 | −21  |                     |
| 12   | Topos de Reynosa                  | 8    | 12 | 2 | 2 | 8 | 12 | 30 | −18  |                     |
| 13   | C.D. Oro                          | 7    | 12 | 2 | 1 | 9 | 12 | 24 | −12  |                     |

 Fuente: Segunda División FMF

## Torneo Regular
| Jornada 1           | Jornada 1 | Jornada 1             | Jornada 1                        | Jornada 1        | Jornada 1        | Jornada 1 | Jornada 1 | Jornada 1 | Jornada 1 | Jornada 1 |
| Zona 1              | Zona 1    | Zona 1                | Zona 1                           | Zona 1           | Zona 1           | Zona 1    | Zona 1    | Zona 1    | Zona 1    | Zona 1    |
| Local               | Resultado | Visitante             | Estadio                          | Fecha            | Hora             |           |           |           |           |           |
| ------------------- | --------- | --------------------- | -------------------------------- | ---------------- | ---------------- | --------- | --------- | --------- | --------- | --------- |
| América Coapa       | 2 - 1     | Cañoneros             | Inst. Club América Coapa         | 13 de enero      | 13:45            |           |           |           |           |           |
| Lobos Prepa         | 0 - 1     | Tecamachalco Sur      | Prepa. Lic. Benito Juárez García | 14 de enero      | 13:00            |           |           |           |           |           |
| Bavaria Tultitlán   | 2 - 1     | Club Astros           | Deportivo Cartagena              | 14 de enero      | 16:00            |           |           |           |           |           |
| Zacatepec 1948      | 3 - 3     | Cuautla               | Agustín Coruco Díaz              | 15 de enero      | 15:00            |           |           |           |           |           |
| Reyes Texcoco       | 3 - 1     | A.R. Tuzo             | Municipal Claudio Suárez         | 15 de enero      | 16:00            |           |           |           |           |           |
| C.U. Fútbol         | 0 - 2     | Pumas Naucalpan       | Universidad del Fútbol           | 22 de febrero    | 13:00            |           |           |           |           |           |
| Álamos FC           | -         | U.A. de Hidalgo       | ND                               | Cancelado        | Cancelado        |           |           |           |           |           |
| DESCANSO            | DESCANSO  | DESCANSO              | Atlético Tapatío                 | Atlético Tapatío | Atlético Tapatío |           |           |           |           |           |
| Zona 2              |           |                       |                                  |                  |                  |           |           |           |           |           |
| Local               | Resultado | Visitante             | Estadio                          | Fecha            | Hora             |           |           |           |           |           |
| CD Oro              | 2 - 3     | La Piedad             | Jalisco                          | 12 de enero      | 15:00            |           |           |           |           |           |
| Irapuato            | 1 - 1     | Estudiantes Tecos "B" | Sergio León Chávez               | 12 de enero      | 16:00            |           |           |           |           |           |
| Cachorros León      | 1 - 2     | Cachorros UANL        | Casa Club León                   | 14 de enero      | 10:00            |           |           |           |           |           |
| Colegio Once México | 0 - 4     | UAZ                   | Colegio Once México              | 14 de enero      | 10:00            |           |           |           |           |           |
| Atlas "B"           | 2 - 1     | Necaxa "B"            | Alfredo "Pistache" Torres        | 14 de enero      | 16:00            |           |           |           |           |           |
| Alfareros de Tonalá | -         | Durango               | ND                               | Cancelado        | Cancelado        |           |           |           |           |           |
| DESCANSO            | DESCANSO  | DESCANSO              | Topos de Reynosa                 | Topos de Reynosa | Topos de Reynosa |           |           |           |           |           |

| Jornada 2           | Jornada 2 | Jornada 2             | Jornada 2                | Jornada 2       | Jornada 2       | Jornada 2 | Jornada 2 | Jornada 2 | Jornada 2 | Jornada 2 |
| Zona 1              | Zona 1    | Zona 1                | Zona 1                   | Zona 1          | Zona 1          | Zona 1    | Zona 1    | Zona 1    | Zona 1    | Zona 1    |
| Local               | Resultado | Visitante             | Estadio                  | Fecha           | Hora            |           |           |           |           |           |
| ------------------- | --------- | --------------------- | ------------------------ | --------------- | --------------- | --------- | --------- | --------- | --------- | --------- |
| Club Astros         | 4 - 0     | Álamos FC             | Municipal Claudio Suárez | 20 de enero     | 11:00           |           |           |           |           |           |
| A.R. Tuzo           | 3 - 0     | América Coapa         | Hidalgo                  | 20 de enero     | 12:00           |           |           |           |           |           |
| U.A. de Hidalgo     | 4 - 0     | Zacatepec 1948        | Club Hidalguense         | 20 de enero     | 12:00           |           |           |           |           |           |
| Cañoneros           | 2 - 0     | Lobos Prepa           | Universitario Campeche   | 21 de enero     | 15:00           |           |           |           |           |           |
| Atlético Tapatío    | 3 - 2     | Bavaria Tultitlán     | Arreola                  | 21 de enero     | 16:00           |           |           |           |           |           |
| Cuautla             | 1 - 3     | Reyes Texcoco         | Isidro Gil Tapia         | 22 de enero     | 16:00           |           |           |           |           |           |
| Tecamachalco Sur    | 1 - 0     | C.U. Fútbol           | Alberto Pérez Navarro    | 28 de marzo     | 12:00           |           |           |           |           |           |
| DESCANSO            | DESCANSO  | DESCANSO              | Pumas Naucalpan          | Pumas Naucalpan | Pumas Naucalpan |           |           |           |           |           |
| Zona 2              |           |                       |                          |                 |                 |           |           |           |           |           |
| Local               | Resultado | Visitante             | Estadio                  | Fecha           | Hora            |           |           |           |           |           |
| Cachorros UANL      | 3 - 0     | Atlas "B"             | Instalaciones de Zuazua  | 21 de enero     | 10:00           |           |           |           |           |           |
| Necaxa "B"          | 1 - 1     | CD Oro                | Victoria                 | 21 de enero     | 12:00           |           |           |           |           |           |
| La Piedad           | 0 - 1     | Colegio Once México   | Macrocentro 2 CEDAJ      | 21 de enero     | 15:00           |           |           |           |           |           |
| Durango             | 3 - 0     | Cachorros León        | Francisco Zarco          | 22 de enero     | 12:00           |           |           |           |           |           |
| Alfareros de Tonalá | 0 - 0     | Estudiantes Tecos "B" | U.D. Revolución Mexicana | 22 de enero     | 16:00           |           |           |           |           |           |
| DESCANSO            | DESCANSO  | Irapuato              | Topos de Reynosa         | UAZ             | UAZ             |           |           |           |           |           |

| Jornada 3           | Jornada 3 | Jornada 3             | Jornada 3                        | Jornada 3        | Jornada 3        | Jornada 3 | Jornada 3 | Jornada 3 | Jornada 3 | Jornada 3 |
| Zona 1              | Zona 1    | Zona 1                | Zona 1                           | Zona 1           | Zona 1           | Zona 1    | Zona 1    | Zona 1    | Zona 1    | Zona 1    |
| Local               | Resultado | Visitante             | Estadio                          | Fecha            | Hora             |           |           |           |           |           |
| ------------------- | --------- | --------------------- | -------------------------------- | ---------------- | ---------------- | --------- | --------- | --------- | --------- | --------- |
| C.U. Fútbol         | 0 - 0     | Cañoneros             | Universidad del Fútbol           | 28 de enero      | 10:00            |           |           |           |           |           |
| Lobos Prepa         | 0 - 2     | América Coapa         | Prepa. Lic. Benito Juárez García | 28 de enero      | 13:00            |           |           |           |           |           |
| Álamos FC           | 0 - 4     | Atlético Tapatío      | U.D. Ciudad Jardín Bicentenario  | 28 de enero      | 16:00            |           |           |           |           |           |
| Bavaria Tultitlán   | 1 - 3     | Pumas Naucalpan       | Deportivo Cartagena              | 28 de enero      | 16:00            |           |           |           |           |           |
| Zacatepec 1948      | 6 - 2     | Club Astros           | Agustín Coruco Díaz              | 29 de enero      | 15:00            |           |           |           |           |           |
| Cuautla             | 4 - 0     | A.R. Tuzo             | Isidro Gil Tapia                 | 29 de enero      | 16:00            |           |           |           |           |           |
| Reyes Texcoco       | 0 - 0     | U.A. de Hidalgo       | Municipal Claudio Suárez         | 29 de enero      | 16:00            |           |           |           |           |           |
| DESCANSO            | DESCANSO  | DESCANSO              | Tecamachalco Sur                 | Tecamachalco Sur | Tecamachalco Sur |           |           |           |           |           |
| Zona 2              |           |                       |                                  |                  |                  |           |           |           |           |           |
| Local               | Resultado | Visitante             | Estadio                          | Fecha            | Hora             |           |           |           |           |           |
| CD Oro              | 3 - 1     | Cachorros UANL        | Jalisco                          | 26 de enero      | 15:00            |           |           |           |           |           |
| Colegio Once México | 0 - 2     | Necaxa "B"            | Colegio Once México              | 28 de enero      | 10:00            |           |           |           |           |           |
| Atlas "B"           | 0 - 0     | Durango               | Alfredo "Pistache" Torres        | 28 de enero      | 16:00            |           |           |           |           |           |
| Cachorros León      | 4 - 2     | Alfareros de Tonalá   | Nou Camp                         | 29 de enero      | 11:00            |           |           |           |           |           |
| Topos de Reynosa    | 1 - 1     | UAZ                   | Unidad Deportiva Solidaridad     | 29 de enero      | 16:00            |           |           |           |           |           |
| DESCANSO            | DESCANSO  | Estudiantes Tecos "B" | Irapuato                         | La Piedad        | La Piedad        |           |           |           |           |           |

| Jornada 4             | Jornada 4 | Jornada 4           | Jornada 4                            | Jornada 4    | Jornada 4  | Jornada 4 | Jornada 4 | Jornada 4 | Jornada 4 | Jornada 4 |
| Grupo A               | Grupo A   | Grupo A             | Grupo A                              | Grupo A      | Grupo A    | Grupo A   | Grupo A   | Grupo A   | Grupo A   | Grupo A   |
| Local                 | Resultado | Visitante           | Estadio                              | Fecha        | Hora       |           |           |           |           |           |
| --------------------- | --------- | ------------------- | ------------------------------------ | ------------ | ---------- | --------- | --------- | --------- | --------- | --------- |
| Club Astros           | 1 - 5     | Reyes Texcoco       | Municipal Claudio Suárez             | 3 de febrero | 11:00      |           |           |           |           |           |
| U.A. de Hidalgo       | 7 - 1     | Cuautla             | Club Hidalguense                     | 3 de febrero | 12:00      |           |           |           |           |           |
| A.R. Tuzo             | 2 - 1     | Lobos Prepa         | Hidalgo                              | 3 de febrero | 12:00      |           |           |           |           |           |
| América Coapa         | 4 - 0     | C.U. Fútbol         | Inst. Club América Coapa             | 3 de febrero | 13:45      |           |           |           |           |           |
| Tecamachalco Sur      | 1 - 2     | Bavaria Tultitlán   | Alberto Pérez Navarro                | 4 de febrero | 12:00      |           |           |           |           |           |
| Atlético Tapatío      | 1 - 1     | Zacatepec 1948      | Arreola                              | 4 de febrero | 16:00      |           |           |           |           |           |
| Pumas Naucalpan       | 2 - 0     | Álamos FC           | La Cantera                           | 20 de marzo  | 12:00      |           |           |           |           |           |
| DESCANSO              | DESCANSO  | DESCANSO            | Cañoneros                            | Cañoneros    | Cañoneros  |           |           |           |           |           |
| Zona 2                |           |                     |                                      |              |            |           |           |           |           |           |
| Local                 | Resultado | Visitante           | Estadio                              | Fecha        | Hora       |           |           |           |           |           |
| UAZ                   | 2 - 1     | Irapuato            | Universitario Unidad Deportiva Norte | 3 de febrero | 19:15      |           |           |           |           |           |
| Cachorros UANL        | 1 - 0     | Colegio Once México | Instalaciones de Zuazua              | 4 de febrero | 10:00      |           |           |           |           |           |
| Estudiantes Tecos "B" | 0 - 0     | Cachorros León      | Deportivo UAG                        | 4 de febrero | 11:00      |           |           |           |           |           |
| La Piedad             | 5 - 1     | Topos de Reynosa    | Macrocentro 2 CEDAJ                  | 4 de febrero | 16:00      |           |           |           |           |           |
| Durango               | 3 - 1     | CD Oro              | Francisco Zarco                      | 5 de febrero | 12:00      |           |           |           |           |           |
| Alfareros de Tonalá   | 0 - 2     | Atlas "B"           | U.D. Revolución Mexicana             | 5 de febrero | 16:00      |           |           |           |           |           |
| DESCANSO              | DESCANSO  | DESCANSO            | Necaxa "B"                           | Necaxa "B"   | Necaxa "B" |           |           |           |           |           |

| Jornada 5           | Jornada 5 | Jornada 5        | Jornada 5                       | Jornada 5     | Jornada 5     | Jornada 5 | Jornada 5 | Jornada 5 | Jornada 5 | Jornada 5 |
| Zona 1              | Zona 1    | Zona 1           | Zona 1                          | Zona 1        | Zona 1        | Zona 1    | Zona 1    | Zona 1    | Zona 1    | Zona 1    |
| Local               | Resultado | Visitante        | Estadio                         | Fecha         | Hora          |           |           |           |           |           |
| ------------------- | --------- | ---------------- | ------------------------------- | ------------- | ------------- | --------- | --------- | --------- | --------- | --------- |
| U.A. de Hidalgo     | 2 - 2     | A.R. Tuzo        | Club Hidalguense                | 10 de febrero | 12:00         |           |           |           |           |           |
| C.U. Fútbol         | 0 - 3     | Lobos Prepa      | Universidad del Fútbol          | 11 de febrero | 10:00         |           |           |           |           |           |
| Álamos FC           | 0 - 2     | Tecamachalco Sur | U.D. Ciudad Jardín Bicentenario | 11 de febrero | 16:00         |           |           |           |           |           |
| Bavaria Tultitlán   | 0 - 1     | Cañoneros        | Deportivo Cartagena             | 11 de febrero | 16:00         |           |           |           |           |           |
| Zacatepec 1948      | 2 - 2     | Pumas Naucalpan  | Agustín Coruco Díaz             | 12 de febrero | 15:00         |           |           |           |           |           |
| Cuautla             | 4 - 2     | Club Astros      | Isidro Gil Tapia                | 12 de febrero | 16:00         |           |           |           |           |           |
| Reyes Texcoco       | 2 - 1     | Atlético Tapatío | Municipal Claudio Suárez        | 12 de febrero | 16:00         |           |           |           |           |           |
| DESCANSO            | DESCANSO  | DESCANSO         | América Coapa                   | América Coapa | América Coapa |           |           |           |           |           |
| Zona 2              |           |                  |                                 |               |               |           |           |           |           |           |
| Local               | Resultado | Visitante        | Estadio                         | Fecha         | Hora          |           |           |           |           |           |
| Irapuato            | 0 - 2     | La Piedad        | Sergio León Chávez              | 9 de febrero  | 16:00         |           |           |           |           |           |
| Colegio Once México | 0 - 2     | Durango          | Colegio Once México             | 11 de febrero | 10:00         |           |           |           |           |           |
| Atlas "B"           | 1 - 1     | Cachorros León   | Alfredo "Pistache" Torres       | 11 de febrero | 16:00         |           |           |           |           |           |
| Topos de Reynosa    | 1 - 1     | Necaxa "B"       | Unidad Deportiva Solidaridad    | 12 de febrero | 16:00         |           |           |           |           |           |
| Alfareros de Tonalá | 3 - 0     | CD Oro           | U.D. Revolución Mexicana        | Otorgado      | Otorgado      |           |           |           |           |           |
| DESCANSO            | DESCANSO  | Cachorros UANL   | Estudiantes Tecos "B"           | UAZ           | UAZ           |           |           |           |           |           |

| Jornada 6             | Jornada 6 | Jornada 6           | Jornada 6                | Jornada 6     | Jornada 6   | Jornada 6 | Jornada 6 | Jornada 6 | Jornada 6 | Jornada 6 |
| Zona 1                | Zona 1    | Zona 1              | Zona 1                   | Zona 1        | Zona 1      | Zona 1    | Zona 1    | Zona 1    | Zona 1    | Zona 1    |
| Local                 | Resultado | Visitante           | Estadio                  | Fecha         | Hora        |           |           |           |           |           |
| --------------------- | --------- | ------------------- | ------------------------ | ------------- | ----------- | --------- | --------- | --------- | --------- | --------- |
| Club Astros           | 0 - 4     | U.A. de Hidalgo     | Municipal Claudio Suárez | 17 de febrero | 11:00       |           |           |           |           |           |
| A.R. Tuzo             | 2 - 1     | C.U. Fútbol         | Hidalgo                  | 17 de febrero | 12:00       |           |           |           |           |           |
| Tecamachalco Sur      | 0 - 0     | Zacatepec 1948      | Alberto Pérez Navarro    | 17 de febrero | 12:00       |           |           |           |           |           |
| Pumas Naucalpan       | 1 - 1     | Reyes Texcoco       | La Cantera               | 17 de febrero | 12:00       |           |           |           |           |           |
| América Coapa         | 2 - 1     | Bavaria Tultitlán   | Inst. Club América Coapa | 17 de febrero | 13:45       |           |           |           |           |           |
| Atlético Tapatío      | 1 - 0     | Cuautla             | Arreola                  | 18 de febrero | 16:00       |           |           |           |           |           |
| Cañoneros             | 4 - 0     | Álamos FC           | Universitario Campeche   | 19 de febrero | 12:00       |           |           |           |           |           |
| DESCANSO              | DESCANSO  | DESCANSO            | Lobos Prepa              | Lobos Prepa   | Lobos Prepa |           |           |           |           |           |
| Zona 2                |           |                     |                          |               |             |           |           |           |           |           |
| Local                 | Resultado | Visitante           | Estadio                  | Fecha         | Hora        |           |           |           |           |           |
| Cachorros UANL        | 2 - 0     | Topos de Reynosa    | Instalaciones de Zuazua  | 18 de febrero | 10:00       |           |           |           |           |           |
| Estudiantes Tecos "B" | 1 - 1     | Atlas "B"           | Deportivo UAG            | 18 de febrero | 11:00       |           |           |           |           |           |
| Necaxa "B"            | 0 - 0     | Irapuato            | Victoria                 | 18 de febrero | 11:00       |           |           |           |           |           |
| Cachorros León        | 3 - 1     | CD Oro              | Casa Club León           | 19 de febrero | 12:00       |           |           |           |           |           |
| Alfareros de Tonalá   | 2 - 3     | Colegio Once México | U.D. Revolución Mexicana | 19 de febrero | 16:00       |           |           |           |           |           |
| DESCANSO              | DESCANSO  | Durango             | La Piedad                | UAZ           | UAZ         |           |           |           |           |           |

| Jornada 7           | Jornada 7 | Jornada 7             | Jornada 7                            | Jornada 7     | Jornada 7   | Jornada 7 | Jornada 7 | Jornada 7 | Jornada 7 | Jornada 7 |
| Zona 1              | Zona 1    | Zona 1                | Zona 1                               | Zona 1        | Zona 1      | Zona 1    | Zona 1    | Zona 1    | Zona 1    | Zona 1    |
| Local               | Resultado | Visitante             | Estadio                              | Fecha         | Hora        |           |           |           |           |           |
| ------------------- | --------- | --------------------- | ------------------------------------ | ------------- | ----------- | --------- | --------- | --------- | --------- | --------- |
| Club Astros         | 0 - 2     | A.R. Tuzo             | Municipal Claudio Suárez             | 24 de febrero | 11:00       |           |           |           |           |           |
| U.A. de Hidalgo     | 0 - 0     | Atlético Tapatío      | Club Hidalguense                     | 24 de febrero | 12:00       |           |           |           |           |           |
| Álamos FC           | 0 - 2     | América Coapa         | U.D. Ciudad Jardín Bicentenario      | 25 de febrero | 16:00       |           |           |           |           |           |
| Bavaria Tultitlán   | 0 - 2     | Lobos Prepa           | Deportivo Cartagena                  | 25 de febrero | 16:00       |           |           |           |           |           |
| Zacatepec 1948      | 1 - 1     | Cañoneros             | Agustín Coruco Díaz                  | 26 de febrero | 15:00       |           |           |           |           |           |
| Cuautla             | 1 - 2     | Pumas Naucalpan       | Isidro Gil Tapia                     | 26 de febrero | 16:00       |           |           |           |           |           |
| Reyes Texcoco       | 2 - 2     | Tecamachalco Sur      | Municipal Claudio Suárez             | 26 de febrero | 16:00       |           |           |           |           |           |
| DESCANSO            | DESCANSO  | DESCANSO              | C.U. Fútbol                          | C.U. Fútbol   | C.U. Fútbol |           |           |           |           |           |
| Zona 2              |           |                       |                                      |               |             |           |           |           |           |           |
| Local               | Resultado | Visitante             | Estadio                              | Fecha         | Hora        |           |           |           |           |           |
| CD Oro              | 0 - 2     | Atlas "B"             | Jalisco                              | 23 de febrero | 15:00       |           |           |           |           |           |
| Irapuato            | 1 - 1     | Cachorros UANL        | Sergio León Chávez                   | 23 de febrero | 16:00       |           |           |           |           |           |
| UAZ                 | 2 - 0     | Estudiantes Tecos "B" | Universitario Unidad Deportiva Norte | 24 de febrero | 19:15       |           |           |           |           |           |
| Colegio Once México | 2 - 5     | Cachorros León        | Colegio Once México                  | 25 de febrero | 10:00       |           |           |           |           |           |
| Topos de Reynosa    | 1 - 3     | Durango               | Unidad Deportiva Solidaridad         | 26 de febrero | 16:00       |           |           |           |           |           |
| DESCANSO            | DESCANSO  | Alfareros de Tonalá   | Necaxa "B"                           | La Piedad     | La Piedad   |           |           |           |           |           |

| Jornada 8             | Jornada 8 | Jornada 8           | Jornada 8                        | Jornada 8  | Jornada 8  | Jornada 8 | Jornada 8 | Jornada 8 | Jornada 8 | Jornada 8 |
| Zona 1                | Zona 1    | Zona 1              | Zona 1                           | Zona 1     | Zona 1     | Zona 1    | Zona 1    | Zona 1    | Zona 1    | Zona 1    |
| Local                 | Resultado | Visitante           | Estadio                          | Fecha      | Hora       |           |           |           |           |           |
| --------------------- | --------- | ------------------- | -------------------------------- | ---------- | ---------- | --------- | --------- | --------- | --------- | --------- |
| Pumas Naucalpan       | 2 - 1     | U.A. de Hidalgo     | La Cantera                       | 2 de marzo | 12:00      |           |           |           |           |           |
| América Coapa         | 5 - 2     | Zacatepec 1948      | Inst. Club América Coapa         | 2 de marzo | 13:45      |           |           |           |           |           |
| C.U. Fútbol           | 2 - 2     | Bavaria Tultitlán   | Universidad del Fútbol           | 3 de marzo | 10:00      |           |           |           |           |           |
| Tecamachalco Sur      | 1 - 1     | Cuautla             | Alberto Pérez Navarro            | 3 de marzo | 12:00      |           |           |           |           |           |
| Lobos Prepa           | 0 - 1     | Álamos FC           | Prepa. Lic. Benito Juárez García | 3 de marzo | 13:00      |           |           |           |           |           |
| Cañoneros             | 4 - 1     | Reyes Texcoco       | Universitario Campeche           | 3 de marzo | 15:00      |           |           |           |           |           |
| Atlético Tapatío      | 5 - 1     | Club Astros         | Arreola                          | 3 de marzo | 16:00      |           |           |           |           |           |
| DESCANSO              | DESCANSO  | DESCANSO            | A.R. Tuzo                        | A.R. Tuzo  | A.R. Tuzo  |           |           |           |           |           |
| Zona 2                |           |                     |                                  |            |            |           |           |           |           |           |
| Local                 | Resultado | Visitante           | Estadio                          | Fecha      | Hora       |           |           |           |           |           |
| Estudiantes Tecos "B" | 2 - 1     | CD Oro              | Deportivo UAG                    | 3 de marzo | 11:00      |           |           |           |           |           |
| Atlas "B"             | 2 - 1     | Colegio Once México | Alfredo "Pistache" Torres        | 3 de marzo | 16:00      |           |           |           |           |           |
| La Piedad             | 3 - 1     | UAZ                 | Macrocentro 2 CEDAJ              | 3 de marzo | 16:00      |           |           |           |           |           |
| Durango               | 2 - 0     | Irapuato            | Francisco Zarco                  | 4 de marzo | 12:00      |           |           |           |           |           |
| Alfareros de Tonalá   | 0 - 2     | Topos de Reynosa    | U.D. Revolución Mexicana         | 4 de marzo | 16:00      |           |           |           |           |           |
| DESCANSO              | DESCANSO  | Cachorros León      | Cachorros UANL                   | Necaxa "B" | Necaxa "B" |           |           |           |           |           |

| Jornada 9           | Jornada 9 | Jornada 9             | Jornada 9                            | Jornada 9         | Jornada 9         | Jornada 9 | Jornada 9 | Jornada 9 | Jornada 9 | Jornada 9 |
| Zona 1              | Zona 1    | Zona 1                | Zona 1                               | Zona 1            | Zona 1            | Zona 1    | Zona 1    | Zona 1    | Zona 1    | Zona 1    |
| Local               | Resultado | Visitante             | Estadio                              | Fecha             | Hora              |           |           |           |           |           |
| ------------------- | --------- | --------------------- | ------------------------------------ | ----------------- | ----------------- | --------- | --------- | --------- | --------- | --------- |
| Club Astros         | 1 - 1     | Pumas Naucalpan       | Municipal Claudio Suárez             | 9 de marzo        | 11:00             |           |           |           |           |           |
| U.A. de Hidalgo     | 1 - 0     | Tecamachalco Sur      | Club Hidalguense                     | 9 de marzo        | 12:00             |           |           |           |           |           |
| Álamos FC           | 0 - 0     | C.U. Fútbol           | U.D. Ciudad Jardín Bicentenario      | 10 de marzo       | 16:00             |           |           |           |           |           |
| Atlético Tapatío    | 3 - 3     | A.R. Tuzo             | Arreola                              | 10 de marzo       | 16:00             |           |           |           |           |           |
| Zacatepec 1948      | 2 - 0     | Lobos Prepa           | Agustín Coruco Díaz                  | 11 de marzo       | 15:30             |           |           |           |           |           |
| Reyes Texcoco       | 0 - 2     | América Coapa         | Municipal Claudio Suárez             | 11 de marzo       | 16:00             |           |           |           |           |           |
| Cuautla             | 1 - 1     | Cañoneros             | Isidro Gil Tapia                     | 11 de marzo       | 16:00             |           |           |           |           |           |
| DESCANSO            | DESCANSO  | DESCANSO              | Bavaria Tultitlán                    | Bavaria Tultitlán | Bavaria Tultitlán |           |           |           |           |           |
| Zona 2              |           |                       |                                      |                   |                   |           |           |           |           |           |
| Local               | Resultado | Visitante             | Estadio                              | Fecha             | Hora              |           |           |           |           |           |
| Irapuato            | 0 - 1     | Alfareros de Tonalá   | Sergio León Chávez                   | 8 de marzo        | 16:00             |           |           |           |           |           |
| UAZ                 | 2 - 0     | Necaxa "B"            | Universitario Unidad Deportiva Norte | 9 de marzo        | 19:15             |           |           |           |           |           |
| Colegio Once México | 0 - 1     | CD Oro                | Colegio Once México                  | 10 de marzo       | 10:00             |           |           |           |           |           |
| La Piedad           | 1 - 0     | Estudiantes Tecos "B" | Macrocentro 2 CEDAJ                  | 10 de marzo       | 16:00             |           |           |           |           |           |
| Topos de Reynosa    | 1 - 2     | Cachorros León        | Unidad Deportiva Solidaridad         | 11 de marzo       | 16:00             |           |           |           |           |           |
| DESCANSO            | DESCANSO  | Atlas "B"             | Cachorros UANL                       | Durango           | Durango           |           |           |           |           |           |

| Jornada 10            | Jornada 10 | Jornada 10          | Jornada 10                       | Jornada 10  | Jornada 10 | Jornada 10 | Jornada 10 | Jornada 10 | Jornada 10 | Jornada 10 |
| Zona 1                | Zona 1     | Zona 1              | Zona 1                           | Zona 1      | Zona 1     | Zona 1     | Zona 1     | Zona 1     | Zona 1     | Zona 1     |
| Local                 | Resultado  | Visitante           | Estadio                          | Fecha       | Hora       |            |            |            |            |            |
| --------------------- | ---------- | ------------------- | -------------------------------- | ----------- | ---------- | ---------- | ---------- | ---------- | ---------- | ---------- |
| Club Astros           | 0 - 2      | Tecamachalco Sur    | Municipal Claudio Suárez         | 16 de marzo | 11:00      |            |            |            |            |            |
| A.R. Tuzo             | 5 - 0      | Bavaria Tultitlán   | Hidalgo                          | 16 de marzo | 12:00      |            |            |            |            |            |
| Pumas Naucalpan       | 1 - 0      | Atlético Tapatío    | La Cantera                       | 16 de marzo | 12:00      |            |            |            |            |            |
| C.U. Fútbol           | 0 - 5      | Zacatepec 1948      | Universidad del Fútbol           | 16 de marzo | 13:00      |            |            |            |            |            |
| América Coapa         | 3 - 0      | Cuautla             | Inst. Club América Coapa         | 16 de marzo | 13:45      |            |            |            |            |            |
| Lobos Prepa           | 2 - 0      | Reyes Texcoco       | Prepa. Lic. Benito Juárez García | 17 de marzo | 13:00      |            |            |            |            |            |
| Cañoneros             | 2 - 0      | U.A. de Hidalgo     | Universitario Campeche           | 17 de marzo | 15:00      |            |            |            |            |            |
| DESCANSO              | DESCANSO   | DESCANSO            | Álamos FC                        | Álamos FC   | Álamos FC  |            |            |            |            |            |
| Zona 2                |            |                     |                                  |             |            |            |            |            |            |            |
| Local                 | Resultado  | Visitante           | Estadio                          | Fecha       | Hora       |            |            |            |            |            |
| Cachorros UANL        | 0 - 1      | UAZ                 | Instalaciones de Zuazua          | 17 de marzo | 10:00      |            |            |            |            |            |
| Estudiantes Tecos "B" | 9 - 0      | Colegio Once México | Deportivo UAG                    | 17 de marzo | 11:00      |            |            |            |            |            |
| Necaxa "B"            | 5 - 0      | La Piedad           | Victoria                         | 17 de marzo | 12:00      |            |            |            |            |            |
| Cachorros León        | 2 - 0      | Irapuato            | Nou Camp                         | 18 de marzo | 11:00      |            |            |            |            |            |
| Atlas "B"             | 5 - 1      | Topos de Reynosa    | Alfredo "Pistache" Torres        | 4 de abril  | 16:00      |            |            |            |            |            |
| DESCANSO              | DESCANSO   | Alfareros de Tonalá | CD Oro                           | Durango     | Durango    |            |            |            |            |            |

| Jornada 11       | Jornada 11 | Jornada 11            | Jornada 11                           | Jornada 11          | Jornada 11          | Jornada 11 | Jornada 11 | Jornada 11 | Jornada 11 | Jornada 11 |
| Zona 1           | Zona 1     | Zona 1                | Zona 1                               | Zona 1              | Zona 1              | Zona 1     | Zona 1     | Zona 1     | Zona 1     | Zona 1     |
| Local            | Resultado  | Visitante             | Estadio                              | Fecha               | Hora                |            |            |            |            |            |
| ---------------- | ---------- | --------------------- | ------------------------------------ | ------------------- | ------------------- | ---------- | ---------- | ---------- | ---------- | ---------- |
| Club Astros      | 3 - 4      | Cañoneros             | Municipal Claudio Suárez             | 23 de marzo         | 11:00               |            |            |            |            |            |
| U.A. de Hidalgo  | 1 - 1      | América Coapa         | Club Hidalguense                     | 23 de marzo         | 12:00               |            |            |            |            |            |
| Pumas Naucalpan  | 1 - 1      | A.R. Tuzo             | La Cantera                           | 23 de marzo         | 12:00               |            |            |            |            |            |
| Álamos FC        | 1 - 0      | Bavaria Tultitlán     | U.D. Ciudad Jardín Bicentenario      | 24 de marzo         | 16:00               |            |            |            |            |            |
| Atlético Tapatío | 0 - 1      | Tecamachalco Sur      | Arreola                              | 24 de marzo         | 16:00               |            |            |            |            |            |
| Reyes Texcoco    | 3 - 1      | C.U. Fútbol           | Municipal Claudio Suárez             | 25 de marzo         | 16:00               |            |            |            |            |            |
| Cuautla          | 3 - 3      | Lobos Prepa           | Isidro Gil Tapia                     | 25 de marzo         | 16:00               |            |            |            |            |            |
| DESCANSO         | DESCANSO   | DESCANSO              | Zacatepec 1948                       | Zacatepec 1948      | Zacatepec 1948      |            |            |            |            |            |
| Zona 2           |            |                       |                                      |                     |                     |            |            |            |            |            |
| Local            | Resultado  | Visitante             | Estadio                              | Fecha               | Hora                |            |            |            |            |            |
| Irapuato         | 0 - 0      | Atlas "B"             | Sergio León Chávez                   | 22 de marzo         | 16:00               |            |            |            |            |            |
| UAZ              | 3 - 0      | Durango               | Universitario Unidad Deportiva Norte | 23 de marzo         | 19:15               |            |            |            |            |            |
| Necaxa "B"       | 0 - 2      | Estudiantes Tecos "B" | Victoria                             | 24 de marzo         | 12:00               |            |            |            |            |            |
| La Piedad        | 2 - 1      | Cachorros UANL        | Macrocentro 2 CEDAJ                  | 24 de marzo         | 16:00               |            |            |            |            |            |
| Topos de Reynosa | 2 - 0      | CD Oro                | Unidad Deportiva Solidaridad         | 25 de marzo         | 16:00               |            |            |            |            |            |
| DESCANSO         | DESCANSO   | Alfareros de Tonalá   | Cachorros León                       | Colegio Once México | Colegio Once México |            |            |            |            |            |

| Jornada 12          | Jornada 12 | Jornada 12       | Jornada 12                  | Jornada 12            | Jornada 12            | Jornada 12 | Jornada 12 | Jornada 12 | Jornada 12 | Jornada 12 |
| Zona 1              | Zona 1     | Zona 1           | Zona 1                      | Zona 1                | Zona 1                | Zona 1     | Zona 1     | Zona 1     | Zona 1     | Zona 1     |
| Local               | Resultado  | Visitante        | Estadio                     | Fecha                 | Hora                  |            |            |            |            |            |
| ------------------- | ---------- | ---------------- | --------------------------- | --------------------- | --------------------- | ---------- | ---------- | ---------- | ---------- | ---------- |
| A.R. Tuzo           | 7 - 0      | Álamos FC        | Universidad del Fútbol      | 30 de marzo           | 12:00                 |            |            |            |            |            |
| América Coapa       | 1 - 0      | Club Astros      | Inst. Club América Coapa    | 30 de marzo           | 13:45                 |            |            |            |            |            |
| C.U. Fútbol         | 0 - 3      | Cuautla          | Universidad del Fútbol      | 31 de marzo           | 10:00                 |            |            |            |            |            |
| Tecamachalco Sur    | 1 - 3      | Pumas Naucalpan  | Alberto Pérez Navarro       | 31 de marzo           | 12:00                 |            |            |            |            |            |
| Lobos Prepa         | 3 - 0      | U.A. de Hidalgo  | Ciudad Universitaria Puebla | 31 de marzo           | 13:00                 |            |            |            |            |            |
| Cañoneros           | 2 - 0      | Atlético Tapatío | Universitario Campeche      | 31 de marzo           | 15:00                 |            |            |            |            |            |
| Bavaria Tultitlán   | 0 - 4      | Zacatepec 1948   | Deportivo Cartagena         | 31 de marzo           | 16:00                 |            |            |            |            |            |
| DESCANSO            | DESCANSO   | DESCANSO         | Reyes Texcoco               | Reyes Texcoco         | Reyes Texcoco         |            |            |            |            |            |
| Zona 2              |            |                  |                             |                       |                       |            |            |            |            |            |
| Local               | Resultado  | Visitante        | Estadio                     | Fecha                 | Hora                  |            |            |            |            |            |
| CD Oro              | 1 - 2      | Irapuato         | Club La Primavera           | 30 de marzo           | 12:30                 |            |            |            |            |            |
| Cachorros UANL      | 0 - 1      | Necaxa "B"       | Instalaciones de Zuazua     | 31 de marzo           | 10:00                 |            |            |            |            |            |
| Colegio Once México | 1 - 0      | Topos de Reynosa | Colegio Once México         | 31 de marzo           | 10:00                 |            |            |            |            |            |
| Durango             | 1 - 1      | La Piedad        | Francisco Zarco             | 1 de abril            | 12:00                 |            |            |            |            |            |
| Alfareros de Tonalá | 0 - 3      | UAZ              | U.D. Revolución Mexicana    | Otorgado              | Otorgado              |            |            |            |            |            |
| DESCANSO            | DESCANSO   | Atlas "B"        | Cachorros León              | Estudiantes Tecos "B" | Estudiantes Tecos "B" |            |            |            |            |            |

| Jornada 13       | Jornada 13 | Jornada 13            | Jornada 13                           | Jornada 13       | Jornada 13       | Jornada 13 | Jornada 13 | Jornada 13 | Jornada 13 | Jornada 13 |
| Zona 1           | Zona 1     | Zona 1                | Zona 1                               | Zona 1           | Zona 1           | Zona 1     | Zona 1     | Zona 1     | Zona 1     | Zona 1     |
| Local            | Resultado  | Visitante             | Estadio                              | Fecha            | Hora             |            |            |            |            |            |
| ---------------- | ---------- | --------------------- | ------------------------------------ | ---------------- | ---------------- | ---------- | ---------- | ---------- | ---------- | ---------- |
| U.A. de Hidalgo  | 2 - 0      | C.U. Fútbol           | Club Hidalguense                     | 5 de abril       | 12:00            |            |            |            |            |            |
| Club Astros      | 1 - 5      | Lobos Prepa           | Municipal Claudio Suárez             | 6 de abril       | 11:00            |            |            |            |            |            |
| Pumas Naucalpan  | 2 - 0      | Cañoneros             | La Cantera                           | 6 de abril       | 12:00            |            |            |            |            |            |
| Tecamachalco Sur | 1 - 2      | A.R. Tuzo             | Alberto Pérez Navarro                | 7 de abril       | 12:00            |            |            |            |            |            |
| Atlético Tapatío | 2 - 4      | América Coapa         | Arreola                              | 7 de abril       | 16:00            |            |            |            |            |            |
| Zacatepec 1948   | 1 - 0      | Álamos FC             | Agustín Coruco Díaz                  | 8 de abril       | 15:00            |            |            |            |            |            |
| Reyes Texcoco    | 4 - 1      | Bavaria Tultitlán     | Municipal Claudio Suárez             | 8 de abril       | 16:00            |            |            |            |            |            |
| DESCANSO         | DESCANSO   | DESCANSO              | Cuautla                              | Cuautla          | Cuautla          |            |            |            |            |            |
| Zona 2           |            |                       |                                      |                  |                  |            |            |            |            |            |
| Local            | Resultado  | Visitante             | Estadio                              | Fecha            | Hora             |            |            |            |            |            |
| Irapuato         | 3 - 2      | Colegio Once México   | Sergio León Chávez                   | 5 de abril       | 16:00            |            |            |            |            |            |
| UAZ              | 1 - 2      | Cachorros León        | Universitario Unidad Deportiva Norte | 6 de abril       | 20:15            |            |            |            |            |            |
| Cachorros UANL   | 4 - 0      | Estudiantes Tecos "B" | Instalaciones de Zuazua              | 7 de abril       | 10:00            |            |            |            |            |            |
| Necaxa "B"       | 3 - 0      | Durango               | Victoria                             | 7 de abril       | 12:00            |            |            |            |            |            |
| La Piedad        | 5 - 1      | Alfareros de Tonalá   | Macrocentro 2 CEDAJ                  | 7 de abril       | 16:00            |            |            |            |            |            |
| DESCANSO         | DESCANSO   | Atlas "B"             | CD Oro                               | Topos de Reynosa | Topos de Reynosa |            |            |            |            |            |

| Jornada 14          | Jornada 14 | Jornada 14            | Jornada 14                      | Jornada 14          | Jornada 14          | Jornada 14 | Jornada 14 | Jornada 14 | Jornada 14 | Jornada 14 |
| Zona 1              | Zona 1     | Zona 1                | Zona 1                          | Zona 1              | Zona 1              | Zona 1     | Zona 1     | Zona 1     | Zona 1     | Zona 1     |
| Local               | Resultado  | Visitante             | Estadio                         | Fecha               | Hora                |            |            |            |            |            |
| ------------------- | ---------- | --------------------- | ------------------------------- | ------------------- | ------------------- | ---------- | ---------- | ---------- | ---------- | ---------- |
| América Coapa       | 2 - 1      | Pumas Naucalpan       | Inst. Club América Coapa        | 13 de abril         | 13:45               |            |            |            |            |            |
| C.U. Fútbol         | 1 - 0      | Club Astros           | Universidad del Fútbol          | 14 de abril         | 10:00               |            |            |            |            |            |
| Lobos Prepa         | 5 - 1      | Atlético Tapatío      | Ciudad Universitaria Puebla     | 14 de abril         | 13:00               |            |            |            |            |            |
| Cañoneros           | 1 - 0      | Tecamachalco Sur      | Universitario Campeche          | 14 de abril         | 15:00               |            |            |            |            |            |
| Álamos FC           | 0 - 0      | Reyes Texcoco         | U.D. Ciudad Jardín Bicentenario | 14 de abril         | 16:00               |            |            |            |            |            |
| Bavaria Tultitlán   | 1 - 3      | Cuautla               | Deportivo Cartagena             | 14 de abril         | 16:00               |            |            |            |            |            |
| Zacatepec 1948      | 3 - 1      | A.R. Tuzo             | Agustín Coruco Díaz             | 15 de abril         | 15:30               |            |            |            |            |            |
| DESCANSO            | DESCANSO   | DESCANSO              | U.A. de Hidalgo                 | U.A. de Hidalgo     | U.A. de Hidalgo     |            |            |            |            |            |
| Zona 2              |            |                       |                                 |                     |                     |            |            |            |            |            |
| Local               | Resultado  | Visitante             | Estadio                         | Fecha               | Hora                |            |            |            |            |            |
| Atlas "B"           | 5 - 1      | UAZ                   | Alfredo "Pistache" Torres       | 14 de abril         | 16:00               |            |            |            |            |            |
| Cachorros León      | 3 - 1      | La Piedad             | Nou Camp                        | 15 de abril         | 11:00               |            |            |            |            |            |
| Durango             | 0 - 0      | Cachorros UANL        | Francisco Zarco                 | 15 de abril         | 12:00               |            |            |            |            |            |
| Alfareros de Tonalá | 2 - 0      | Necaxa "B"            | U.D. Revolución Mexicana        | 15 de abril         | 16:00               |            |            |            |            |            |
| Topos de Reynosa    | 1 - 2      | Estudiantes Tecos "B" | Unidad Deportiva Solidaridad    | 15 de abril         | 17:00               |            |            |            |            |            |
| DESCANSO            | DESCANSO   | CD Oro                | Irapuato                        | Colegio Once México | Colegio Once México |            |            |            |            |            |

| Jornada 15            | Jornada 15 | Jornada 15          | Jornada 15                           | Jornada 15          | Jornada 15          | Jornada 15 | Jornada 15 | Jornada 15 | Jornada 15 | Jornada 15 |
| Zona 1                | Zona 1     | Zona 1              | Zona 1                               | Zona 1              | Zona 1              | Zona 1     | Zona 1     | Zona 1     | Zona 1     | Zona 1     |
| Local                 | Resultado  | Visitante           | Estadio                              | Fecha               | Hora                |            |            |            |            |            |
| --------------------- | ---------- | ------------------- | ------------------------------------ | ------------------- | ------------------- | ---------- | ---------- | ---------- | ---------- | ---------- |
| Tecamachalco Sur      | 0 - 5      | América Coapa       | Alberto Pérez Navarro                | 21 de abril         | 16:00               |            |            |            |            |            |
| Cuautla               | 6 - 1      | Álamos FC           | Isidro Gil Tapia                     | 21 de abril         | 16:00               |            |            |            |            |            |
| A.R. Tuzo             | 2 - 2      | Cañoneros           | Hidalgo                              | 21 de abril         | 16:00               |            |            |            |            |            |
| Atlético Tapatío      | 2 - 2      | C.U. Fútbol         | Arreola                              | 21 de abril         | 16:00               |            |            |            |            |            |
| U.A. de Hidalgo       | 2 - 1      | Bavaria Tultitlán   | Club Hidalguense                     | 21 de abril         | 16:00               |            |            |            |            |            |
| Pumas Naucalpan       | 1 - 4      | Lobos Prepa         | La Cantera                           | 21 de abril         | 16:00               |            |            |            |            |            |
| Reyes Texcoco         | 3 - 3      | Zacatepec 1948      | Municipal Claudio Suárez             | 21 de abril         | 16:00               |            |            |            |            |            |
| DESCANSO              | DESCANSO   | DESCANSO            | Club Astros                          | Club Astros         | Club Astros         |            |            |            |            |            |
| Zona 2                |            |                     |                                      |                     |                     |            |            |            |            |            |
| Local                 | Resultado  | Visitante           | Estadio                              | Fecha               | Hora                |            |            |            |            |            |
| Irapuato              | 8 - 1      | Topos de Reynosa    | Sergio León Chávez                   | 9 de abril          | 16:00               |            |            |            |            |            |
| Necaxa "B"            | 1 - 1      | Cachorros León      | Victoria                             | 21 de abril         | 10:00               |            |            |            |            |            |
| Cachorros UANL        | 1 - 1      | Alfareros de Tonalá | Instalaciones de Zuazua              | 21 de abril         | 16:00               |            |            |            |            |            |
| La Piedad             | 0 - 2      | Atlas "B"           | Macrocentro 2 CEDAJ                  | 21 de abril         | 16:00               |            |            |            |            |            |
| UAZ                   | 2 - 1      | CD Oro              | Universitario Unidad Deportiva Norte | 21 de abril         | 16:00               |            |            |            |            |            |
| Estudiantes Tecos "B" | 3 - 2      | Durango             | Tres de Marzo                        | 21 de abril         | 16:00               |            |            |            |            |            |
| DESCANSO              | DESCANSO   | DESCANSO            | Colegio Once México                  | Colegio Once México | Colegio Once México |            |            |            |            |            |

## Tabla de promedios
| Posición | Equipo                          | Puntos | Juegos | Cociente |
| -------- | ------------------------------- | ------ | ------ | -------- |
| 1        | América Coapa                   | 71     | 28     | 2.6296   |
| 2        | Estudiantes Tecos "B"           | 56     | 25     | 2.2400   |
| 3        | Atlas "B"                       | 57     | 26     | 2.1923   |
| 4        | Alto Rendimiento Tuzo           | 61     | 28     | 2.1785   |
| 5        | Universidad Autónoma de Hidalgo | 57     | 27     | 2.1111   |
| 6        | Zacatepec 1948                  | 54     | 28     | 1.9285   |
| 7        | Cachorros León                  | 46     | 25     | 1.8400   |
| 8        | Necaxa "B"                      | 47     | 26     | 1.8076   |
| 9        | UAZ                             | 47     | 26     | 1.8076   |
| 10       | Lobos Prepa                     | 49     | 28     | 1.7500   |
| 11       | Durango                         | 42     | 24     | 1.7500   |
| 12       | Pumas Naucalpan                 | 47     | 28     | 1.6785   |
| 13       | Cachorros UANL                  | 42     | 26     | 1.6153   |
| 14       | Cuautla                         | 45     | 28     | 1.6071   |
| 15       | Reyes de Texcoco                | 43     | 28     | 1.5357   |
| 16       | Reboceros de La Piedad          | 39     | 26     | 1.5000   |
| 17       | Tecamachalco Sur                | 42     | 28     | 1.5000   |
| 18       | Cañoneros                       | 40     | 28     | 1.4285   |
| 19       | CD Oro                          | 37     | 26     | 1.4230   |
| 20       | Irapuato                        | 34     | 25     | 1.3600   |
| 21       | Álamos FC                       | 30     | 27     | 1.1111   |
| 22       | Atlético Tapatío                | 30     | 28     | 1.0714   |
| 23       | Topos de Reynosa                | 25     | 25     | 1.0000   |
| 24       | Colegio Once México             | 21     | 26     | 0.8076   |
| 25       | Bavaria Tultitlán               | 22     | 28     | 0.7857   |
| 26       | C.U. del Fútbol                 | 18     | 28     | 0.6428   |
| 27       | Alfareros de Tonalá             | 12     | 25     | 0.4800   |
| 28       | Club Astros                     | 9      | 28     | 0.3214   |
| x.       | Indios "B" (desafiliado)        | 18     | 13     | 1.3846   |
| x.       | Orinegros (desafiliado)         | 2      | 8      | 0.2500   |

     Desciende a la Tercera División.

## Liguilla
|  | Octavos de final                                 | Octavos de final                                 | Octavos de final                                 |                      |   | Cuartos de final                           | Cuartos de final                           | Cuartos de final                           |  |  | Semifinales                                   | Semifinales                                   | Semifinales                                   |  |  | Final                                | Final                                | Final                                |
|  | 25 y 26 de abril (ida) 28 y 29 de abril (vuelta) | 25 y 26 de abril (ida) 28 y 29 de abril (vuelta) | 25 y 26 de abril (ida) 28 y 29 de abril (vuelta) |                      |   | 2 y 3 de mayo (ida) 5 y 6 de mayo (vuelta) | 2 y 3 de mayo (ida) 5 y 6 de mayo (vuelta) | 2 y 3 de mayo (ida) 5 y 6 de mayo (vuelta) |  |  | 9 y 10 de mayo (ida) 12 y 13 de mayo (vuelta) | 9 y 10 de mayo (ida) 12 y 13 de mayo (vuelta) | 9 y 10 de mayo (ida) 12 y 13 de mayo (vuelta) |  |  | 16 de mayo (ida) 19 de mayo (vuelta) | 16 de mayo (ida) 19 de mayo (vuelta) | 16 de mayo (ida) 19 de mayo (vuelta) |
|  |                                                  |                                                  |                                                  |                      |   |                                            |                                            |                                            |  |  |                                               |                                               |                                               |  |  |                                      |                                      |                                      |
|  |                                                  |                                                  |                                                  |                      |   |                                            |                                            |                                            |  |  |                                               |                                               |                                               |  |  |                                      |                                      |                                      |
|  |                                                  |                                                  |                                                  |                      |   |                                            |                                            |                                            |  |  |                                               |                                               |                                               |  |  |                                      |                                      |                                      |
|  | Atlas "B" (pt)                                   | 2                                                | 1                                                |                      |   |                                            |                                            |                                            |  |  |                                               |                                               |                                               |  |  |                                      |                                      |                                      |
|  | Atlas "B" (pt)                                   | 2                                                | 1                                                |                      |   |                                            |                                            |                                            |  |  |                                               |                                               |                                               |  |  |                                      |                                      |                                      |
|  | Necaxa "B"                                       | 2                                                | 1                                                |                      |   |                                            |                                            |                                            |  |  |                                               |                                               |                                               |  |  |                                      |                                      |                                      |
|  | Necaxa "B"                                       | 2                                                | 1                                                | Atlas "B" (pt)       | 1 | 1                                          |                                            |                                            |  |  |                                               |                                               |                                               |  |  |                                      |                                      |                                      |
|  |                                                  |                                                  |                                                  |                      | 1 | 1                                          |                                            |                                            |  |  |                                               |                                               |                                               |  |  |                                      |                                      |                                      |
|  |                                                  | U.A. de Hidalgo                                  | 1                                                | 1                    |   |                                            |                                            |                                            |  |  |                                               |                                               |                                               |  |  |                                      |                                      |                                      |
|  | Reyes de Texcoco                                 | U.A. de Hidalgo                                  | 1                                                | 1                    | 2 | 1                                          |                                            |                                            |  |  |                                               |                                               |                                               |  |  |                                      |                                      |                                      |
|  | Reyes de Texcoco                                 |                                                  |                                                  |                      | 2 | 1                                          |                                            |                                            |  |  |                                               |                                               |                                               |  |  |                                      |                                      |                                      |
|  | U.A. de Hidalgo                                  | 3                                                | 1                                                |                      |   |                                            |                                            |                                            |  |  |                                               |                                               |                                               |  |  |                                      |                                      |                                      |
|  | U.A. de Hidalgo                                  | 3                                                | 1                                                | Atlas "B"            | 2 | 1                                          |                                            |                                            |  |  |                                               |                                               |                                               |  |  |                                      |                                      |                                      |
|  |                                                  |                                                  |                                                  |                      | 2 | 1                                          |                                            |                                            |  |  |                                               |                                               |                                               |  |  |                                      |                                      |                                      |
|  |                                                  | La Piedad                                        | 1                                                | 1                    |   |                                            |                                            |                                            |  |  |                                               |                                               |                                               |  |  |                                      |                                      |                                      |
|  | América Coapa (pt)                               | La Piedad                                        | 1                                                | 1                    | 1 | 1                                          |                                            |                                            |  |  |                                               |                                               |                                               |  |  |                                      |                                      |                                      |
|  | América Coapa (pt)                               |                                                  |                                                  |                      | 1 | 1                                          |                                            |                                            |  |  |                                               |                                               |                                               |  |  |                                      |                                      |                                      |
|  | Cachorros UANL                                   | 2                                                | 0                                                |                      |   |                                            |                                            |                                            |  |  |                                               |                                               |                                               |  |  |                                      |                                      |                                      |
|  | Cachorros UANL                                   | 2                                                | 0                                                | América Coapa        | 1 | 0                                          |                                            |                                            |  |  |                                               |                                               |                                               |  |  |                                      |                                      |                                      |
|  |                                                  |                                                  |                                                  |                      | 1 | 0                                          |                                            |                                            |  |  |                                               |                                               |                                               |  |  |                                      |                                      |                                      |
|  |                                                  | La Piedad                                        | 2                                                | 2                    |   |                                            |                                            |                                            |  |  |                                               |                                               |                                               |  |  |                                      |                                      |                                      |
|  | UAZ                                              | La Piedad                                        | 2                                                | 2                    | 0 | 0                                          |                                            |                                            |  |  |                                               |                                               |                                               |  |  |                                      |                                      |                                      |
|  | UAZ                                              |                                                  |                                                  |                      | 0 | 0                                          |                                            |                                            |  |  |                                               |                                               |                                               |  |  |                                      |                                      |                                      |
|  | [Club de Fútbol La Piedad                        | 0                                                | 1                                                |                      |   |                                            |                                            |                                            |  |  |                                               |                                               |                                               |  |  |                                      |                                      |                                      |
|  | [Club de Fútbol La Piedad                        | 0                                                | 1                                                | Atlas "B"            | 2 | 4                                          |                                            |                                            |  |  |                                               |                                               |                                               |  |  |                                      |                                      |                                      |
|  |                                                  |                                                  |                                                  |                      | 2 | 4                                          |                                            |                                            |  |  |                                               |                                               |                                               |  |  |                                      |                                      |                                      |
|  |                                                  | Pumas Naucalpan                                  | 2                                                | 1                    |   |                                            |                                            |                                            |  |  |                                               |                                               |                                               |  |  |                                      |                                      |                                      |
|  | Pumas Naucalpan                                  | Pumas Naucalpan                                  | 2                                                | 1                    | 6 | 1                                          |                                            |                                            |  |  |                                               |                                               |                                               |  |  |                                      |                                      |                                      |
|  | Pumas Naucalpan                                  |                                                  |                                                  |                      | 6 | 1                                          |                                            |                                            |  |  |                                               |                                               |                                               |  |  |                                      |                                      |                                      |
|  | Lobos Prepa                                      | 0                                                | 1                                                |                      |   |                                            |                                            |                                            |  |  |                                               |                                               |                                               |  |  |                                      |                                      |                                      |
|  | Lobos Prepa                                      | 0                                                | 1                                                | Pumas Naucalpan      | 1 | 2                                          |                                            |                                            |  |  |                                               |                                               |                                               |  |  |                                      |                                      |                                      |
|  |                                                  |                                                  |                                                  |                      | 1 | 2                                          |                                            |                                            |  |  |                                               |                                               |                                               |  |  |                                      |                                      |                                      |
|  |                                                  | Durango                                          | 2                                                | 0                    |   |                                            |                                            |                                            |  |  |                                               |                                               |                                               |  |  |                                      |                                      |                                      |
|  | Durango                                          | Durango                                          | 2                                                | 0                    | 0 | 3                                          |                                            |                                            |  |  |                                               |                                               |                                               |  |  |                                      |                                      |                                      |
|  | Durango                                          |                                                  |                                                  |                      | 0 | 3                                          |                                            |                                            |  |  |                                               |                                               |                                               |  |  |                                      |                                      |                                      |
|  | Cañoneros                                        | 2                                                | 1                                                |                      |   |                                            |                                            |                                            |  |  |                                               |                                               |                                               |  |  |                                      |                                      |                                      |
|  | Cañoneros                                        | 2                                                | 1                                                | Pumas Naucalpan (pt) | 0 | 2                                          |                                            |                                            |  |  |                                               |                                               |                                               |  |  |                                      |                                      |                                      |
|  |                                                  |                                                  |                                                  |                      | 0 | 2                                          |                                            |                                            |  |  |                                               |                                               |                                               |  |  |                                      |                                      |                                      |
|  |                                                  | Cachorros León                                   | 1                                                | 1                    |   |                                            |                                            |                                            |  |  |                                               |                                               |                                               |  |  |                                      |                                      |                                      |
|  | Zacatepec 1948 (pt)                              | Cachorros León                                   | 1                                                | 1                    | 0 | 2                                          |                                            |                                            |  |  |                                               |                                               |                                               |  |  |                                      |                                      |                                      |
|  | Zacatepec 1948 (pt)                              |                                                  |                                                  |                      | 0 | 2                                          |                                            |                                            |  |  |                                               |                                               |                                               |  |  |                                      |                                      |                                      |
|  | Estudiantes Tecos "B"                            | 2                                                | 0                                                |                      |   |                                            |                                            |                                            |  |  |                                               |                                               |                                               |  |  |                                      |                                      |                                      |
|  | Estudiantes Tecos "B"                            | 2                                                | 0                                                | Zacatepec 1948       | 1 | 0                                          |                                            |                                            |  |  |                                               |                                               |                                               |  |  |                                      |                                      |                                      |
|  |                                                  |                                                  |                                                  |                      | 1 | 0                                          |                                            |                                            |  |  |                                               |                                               |                                               |  |  |                                      |                                      |                                      |
|  |                                                  | Cachorros León                                   | 2                                                | 2                    |   |                                            |                                            |                                            |  |  |                                               |                                               |                                               |  |  |                                      |                                      |                                      |
|  | Cachorros León                                   | Cachorros León                                   | 2                                                | 2                    | 4 | 2                                          |                                            |                                            |  |  |                                               |                                               |                                               |  |  |                                      |                                      |                                      |
|  | Cachorros León                                   |                                                  |                                                  |                      | 4 | 2                                          |                                            |                                            |  |  |                                               |                                               |                                               |  |  |                                      |                                      |                                      |
|  | A.R. Tuzo                                        | 0                                                | 2                                                |                      |   |                                            |                                            |                                            |  |  |                                               |                                               |                                               |  |  |                                      |                                      |                                      |

(pt) Avanza por mejor posición en la Tabla General

### Octavos de final
| 25 de abril de 2012, 10:00 (UTC -5) | Necaxa "B"                  | 2:2 (1:0) | Atlas "B"                  | Estadio Victoria, Aguascalientes, Aguascalientes              |                                                               |
|                                     | L. García 43' · M. Ríos 76' | Reporte   | 61' M. Gómez · 70' D. Díaz | Asistencia: 100 espectadores Árbitro(s): Edgardo Espejo Tello | Asistencia: 100 espectadores Árbitro(s): Edgardo Espejo Tello |

| 28 de abril de 2012, 16:00 (UTC -5)                                                       | Atlas "B"    | 1:1 (0:0) (Global 3:3) | Necaxa "B"     | Estadio Alfredo "Pistache" Torres, Zapopan, Jalisco                 |                                                                     |
|                                                                                           | D. Mejía 49' | Reporte                | 79' J. Ornelas | Asistencia: 100 espectadores Árbitro(s): Luis Miguel Tapia González | Asistencia: 100 espectadores Árbitro(s): Luis Miguel Tapia González |
| Atlas "B" avanzó a cuartos de final por su mejor posición en la tabla general. Global 3-3 |              |                        |                |                                                                     |                                                                     |

| 26 de abril de 2012, 12:00 (UTC -5) | U.A. de Hidalgo        | 3:2 (2:1) | Reyes de Texcoco  | Club Hidalguense, Pachuca, Hidalgo                                  |                                                                     |
|                                     | J. Bustos 7', 26', 52' | Reporte   | 21', 60' F. Ochoa | Asistencia: 200 espectadores Árbitro(s): Mario Andrés Eliosa Torres | Asistencia: 200 espectadores Árbitro(s): Mario Andrés Eliosa Torres |

| 29 de abril de 2012, 16:00 (UTC -5)                   | Reyes de Texcoco | 1:1 (0:1) (Global 3:4) | U.A. de Hidalgo | Estadio Municipal Claudio Suárez, Texcoco, Estado de México            |                                                                        |
|                                                       | H. Buendía 82'   | Reporte                | 30' J. Bustos   | Asistencia: 300 espectadores Árbitro(s): Dennis Celerino Zaleta Cortéz | Asistencia: 300 espectadores Árbitro(s): Dennis Celerino Zaleta Cortéz |
| U.A. de Hidalgo avanzó a cuartos de final. Global 3-4 |                  |                        |                 |                                                                        |                                                                        |

| 26 de abril de 2012, 10:00 (UTC -5) | Cachorros UANL                | 2:1 (1:0) | América Coapa   | Instalaciones de Zuazua, General Zuazua, Nuevo León                   |                                                                       |
|                                     | J. Diego 32' · M. Reyes 90+1' | Reporte   | 63' J. González | Asistencia: 50 espectadores Árbitro(s): Dennis Celerino Zaleta Cortéz | Asistencia: 50 espectadores Árbitro(s): Dennis Celerino Zaleta Cortéz |

| 29 de abril de 2012, 12:00 (UTC -5)                                                           | América Coapa  | 1:0 (1:0) (Global 2:2) | Cachorros UANL | Instalaciones Club América, Ciudad de México                 |                                                              |
|                                                                                               | J. González 8' | Reporte                |                | Asistencia: 100 espectadores Árbitro(s): Erick Arce Castillo | Asistencia: 100 espectadores Árbitro(s): Erick Arce Castillo |
| América Coapa avanzó a cuartos de final por su mejor posición en la tabla general. Global 2-2 |                |                        |                |                                                              |                                                              |

| 25 de abril de 2012, 16:00 (UTC -5) | La Piedad | 0:0     | UAZ | Deportivo Macrocentro 2 CEDAJ, Guanajuato, Guanajuato        |                                                              |
|                                     |           | Reporte |     | Asistencia: 50 espectadores Árbitro(s): Omar Jaime Hernández | Asistencia: 50 espectadores Árbitro(s): Omar Jaime Hernández |

| 28 de abril de 2012, 20:30                      | UAZ | 0:1 (0:0) (Global 0:1) | La Piedad     | Estadio Universitario Unidad Deportiva Norte, Zacatecas                   |                                                                           |
|                                                 |     | Reporte                | 59' J. Medina | Asistencia: 1 500 espectadores Árbitro(s): Jesús Leopoldo Guerrero García | Asistencia: 1 500 espectadores Árbitro(s): Jesús Leopoldo Guerrero García |
| La Piedad avanzó a cuartos de final. Global 0-1 |     |                        |               |                                                                           |                                                                           |

| 25 de abril de 2012, 10:00 (UTC -5) | Lobos Prepa | 0:6 (0:4) | Pumas Naucalpan                                                    | Ciudad Universitaria BUAP, Puebla, Puebla                       |                                                                 |
|                                     |             | Reporte   | 16' J. Rodríguez · 31', 50', 69' J. Popoca · 35', 43' M. Gutiérrez | Asistencia: 50 espectadores Árbitro(s): Adalid Maganda Villalva | Asistencia: 50 espectadores Árbitro(s): Adalid Maganda Villalva |

| 28 de abril de 2012, 12:00 (UTC -5)                   | Pumas Naucalpan | 1:1 (0:0) (Global 7:1) | Lobos Prepa  | Instalaciones de La Cantera, Ciudad de México                      |                                                                    |
|                                                       | A. Martínez 68' | Reporte                | 55' E. Gómez | Asistencia: 100 espectadores Árbitro(s): Carlos Javier Ríos García | Asistencia: 100 espectadores Árbitro(s): Carlos Javier Ríos García |
| Pumas Naucalpan avanzó a cuartos de final. Global 7-1 |                 |                        |              |                                                                    |                                                                    |

| 26 de abril de 2012, 16:00 (UTC -5) | Cañoneros           | 2:0 (2:0) | Durango | Estadio Universitario Campeche, San Francisco de Campeche, Campeche |                                                                    |
|                                     | A. Gordillo 6', 43' |           |         | Asistencia: 400 espectadores Árbitro(s): Carlos Javier Ríos García  | Asistencia: 400 espectadores Árbitro(s): Carlos Javier Ríos García |

| 29 de abril de 2012, 12:00 (UTC -5                                              | Durango                                        | 3:1 (0:0) (Global 3:3) | Cañoneros        | Estadio Francisco Zarco, Durango, Durango                            |                                                                      |
|                                                                                 | R. Acosta 50' · W. Sánchez 56' · J. Delfín 78' | Reporte                | 71' M. Silvestre | Asistencia: 500 espectadores Árbitro(s): Saúl Fernando Orozco Nájera | Asistencia: 500 espectadores Árbitro(s): Saúl Fernando Orozco Nájera |
| Durango avanzó a cuartos de final por su mejor posición en la tabla. Global 3-3 |                                                |                        |                  |                                                                      |                                                                      |

| 26 de abril de 2012, 11:00 (UTC -5) | Estudiantes Tecos "B"            | 2:0 0:0) | Zacatepec 1948 | Estadio Tres de Marzo, Zapopan, Jalisco                                  |                                                                          |
|                                     | L. Valenzuela 66' · M. Morán 78' | Reporte  |                | Asistencia: 100 espectadores Árbitro(s): Antonio de Jesús Olalde Vázquez | Asistencia: 100 espectadores Árbitro(s): Antonio de Jesús Olalde Vázquez |

| 29 de abril de 2012, 16:00 (UTC -5)                                               | Zacatepec 1948              | 2:0 (2:0) (Global 2:2) | Estudiantes Tecos "B" | Estadio Agustín Coruco Díaz, Zacatepec, Morelos                   |                                                                   |
|                                                                                   | R. Reyes 16' · E. Ojeda 32' | Reporte                |                       | Asistencia: 2 900 espectadores Árbitro(s): Henry Ulises The Avila | Asistencia: 2 900 espectadores Árbitro(s): Henry Ulises The Avila |
| Zacatepec avanzó a cuartos de final por su mejor posición en la tabla. Global 2-2 |                             |                        |                       |                                                                   |                                                                   |

| 26 de abril de 2012, 12:00 (UTC -5) | A.R. Tuzo | 0:4 (0:0) | Cachorros León                         | Estadio Hidalgo, Pachuca, Hidalgo                                     |                                                                       |
|                                     |           | Reporte   | 60', 71' A. Rocha · 67', 85' J. Torres | Asistencia: 100 espectadores Árbitro(s): Daniel Neftalí Bahena Sámano | Asistencia: 100 espectadores Árbitro(s): Daniel Neftalí Bahena Sámano |

| 29 de abril de 2012, 16:00 (UTC -5)                  | Cachorros León                      | 2:2 (0:1) (Global 6:2) | A.R. Tuzo                      | Estadio León, León, Guanajuato                              |                                                             |
|                                                      | D. Suastegui 64' · M. Castañeda 73' | Reporte                | 44' J. Becerril · 86' J. Ayala | Asistencia: 200 espectadores Árbitro(s): Aldo Cano Martínez | Asistencia: 200 espectadores Árbitro(s): Aldo Cano Martínez |
| Cachorros León avanzó a cuartos de final. Global 6-2 |                                     |                        |                                |                                                             |                                                             |

### Cuartos de final
| 2 de mayo de 2012, 12:00 (UTC -5) | U.A. de Hidalgo | 1:1 (1:1) | Atlas "B"    | Club Hidalguense, Pachuca, Hidalgo                                    |                                                                       |
|                                   | J. Bustos 10'   | Reporte   | 15' D. Mejía | Asistencia: 100 espectadores Árbitro(s): Daniel Neftalí Bahena Samano | Asistencia: 100 espectadores Árbitro(s): Daniel Neftalí Bahena Samano |

| 5 de mayo de 2012, 16:00 (UTC -5)                                            | Atlas "B"      | 1:1 0:0) (Global 2:2) | U.A. de Hidalgo | Estadio Alfredo "Pistache" Torres, Zapopan, Jalisco               |                                                                   |
|                                                                              | O. Santoyo 62' | Reporte               | 64' J. Bustos   | Asistencia: 100 espectadores Árbitro(s): Adonai Escobedo González | Asistencia: 100 espectadores Árbitro(s): Adonai Escobedo González |
| Atlas "B" avanzó a Semifinales por su mejor posición en la tabla. Global 2-2 |                |                       |                 |                                                                   |                                                                   |

| 3 de mayo de 2012, 16:00 | La Piedad                     | 2:1 (1:0) | América Coapa | Deportivo Macrocentro 2 CEDAJ, Guanajuato, Guanajuato               |                                                                     |
|                          | J. Medina 4' · L. Dávalos 89' | Reporte   | 86' O. Mora   | Asistencia: 150 espectadores Árbitro(s): José Juan Contreras García | Asistencia: 150 espectadores Árbitro(s): José Juan Contreras García |

| 6 de mayo de 2012, 10:00 (UTC -5)          | América Coapa | 0:2 (0:0) (Global 1:4) | La Piedad                      | Instalaciones Club América, Ciudad de México                    |                                                                 |
|                                            |               | Reporte                | 68' C. Flores · 70' J. Negrete | Asistencia: 100 espectadores Árbitro(s): Humberto Sánchez Reyna | Asistencia: 100 espectadores Árbitro(s): Humberto Sánchez Reyna |
| La Piedad avanzó a Semifinales. Global 1-4 |               |                        |                                |                                                                 |                                                                 |

| 2 de mayo de 2012, 16:00 (UTC -5) | Durango                             | 2:1 (1:0) | Pumas Naucalpan | Estadio Francisco Zarco, Durango, Durango                          |                                                                    |
|                                   | F. Camacho 13' · J. Rodríguez 90+4' | Reporte   | 34' A. Martínez | Asistencia: 2 000 espectadores Árbitro(s): Adrián Jiménez Enríquez | Asistencia: 2 000 espectadores Árbitro(s): Adrián Jiménez Enríquez |

| 5 de mayo de 2012, 12:00 (UTC -5)                | Pumas Naucalpan                  | 2:0 (2:0) (Global 3:2) | Durango | Instalaciones de La Cantera, Ciudad de México                        |                                                                      |
|                                                  | A. Martínez 32' · R. Montiel 36' | Reporte                |         | Asistencia: 200 espectadores Árbitro(s): Ilya Izaskun Flores Florian | Asistencia: 200 espectadores Árbitro(s): Ilya Izaskun Flores Florian |
| Pumas Naucalpan avanzó a Semifinales. Global 3-2 |                                  |                        |         |                                                                      |                                                                      |

| 2 de mayo de 2012, 11:00 (UTC -5) | Cachorros León     | 2:1 (1:1) | Zacatepec 1948 | Estadio León, León, Guanajuato                                        |                                                                       |
|                                   | J. Torres 12', 51' | Reporte   | 11' C. Galván  | Asistencia: 100 espectadores Árbitro(s): Julio César Mondragón Robles | Asistencia: 100 espectadores Árbitro(s): Julio César Mondragón Robles |

| 5 de mayo de 2012, 16:00 (UTC -5)               | Zacatepec 1948 | 0:2 (0:2) (Global 1:4) | Cachorros León                     | Estadio Agustín Coruco Díaz, Zacatepec, Morelos                    |                                                                    |
|                                                 |                | Reporte                | 33' R. Maldonado · 44' J. Salmerón | Asistencia: 6 000 espectadores Árbitro(s): Adalid Maganda Villalba | Asistencia: 6 000 espectadores Árbitro(s): Adalid Maganda Villalba |
| Cachorros León avanzó a Semifinales. Global 1-4 |                |                        |                                    |                                                                    |                                                                    |

### Semifinales
| 9 de mayo de 2012, 17:00 (UTC -5) | La Piedad   | 1:2 (0:0) | Atlas "B"                      | Deportivo Macrocentro 2 CEDAJ, Guanajuato, Guanajuato              |                                                                    |
|                                   | H. Ruíz 63' | Reporte   | 55' M. Gómez · 88' J. Espinosa | Asistencia: 300 espectadores Árbitro(s): Jonathan Hernández Juárez | Asistencia: 300 espectadores Árbitro(s): Jonathan Hernández Juárez |

| 12 de mayo de 2012, 16:00 (UTC -5)      | Atlas "B"   | 1:1 (1:0) (Global 3:2) | La Piedad      | Estadio Alfredo "Pistache" Torres, Zapopan, Jalisco               |                                                                   |
|                                         | D. Díaz 17' | Reporte                | 90+1' A. Silva | Asistencia: 250 espectadores Árbitro(s): Fernando Hernández Gómez | Asistencia: 250 espectadores Árbitro(s): Fernando Hernández Gómez |
| Atlas "B" avanzó a la Final. Global 3-2 |             |                        |                |                                                                   |                                                                   |

| 9 de mayo de 2012, 11:00 (UTC -5 | Cachorros León | 1:0 (0:0) | Pumas Naucalpan | Estadio León, León, Guanajuato                                |                                                               |
|                                  | A. Rocha 68'   | Reporte   |                 | Asistencia: 500 espectadores Árbitro(s): Diego Montaño Robles | Asistencia: 500 espectadores Árbitro(s): Diego Montaño Robles |

| 12 de mayo de 2012, 12:00 (UTC -5)                                              | Pumas Naucalpan                   | 2:1 (1:1) (Global 2:2) | Cachorros León   | Instalaciones de La Cantera, Ciudad de México                     |                                                                   |
|                                                                                 | R. Montiel 36' · M. Gutiérrez 89' | Reporte                | 30' C. Gutiérrez | Asistencia: 200 espectadores Árbitro(s): Adonai Escobedo González | Asistencia: 200 espectadores Árbitro(s): Adonai Escobedo González |
| Pumas Naucalpan avanzó a la Final por su mejor posición en la tabla. Global 2-2 |                                   |                        |                  |                                                                   |                                                                   |

### Final
| 16 de mayo de 2012, 12:00 (UTC -5) | Pumas Naucalpan                | 2:2 (1:1) | Atlas "B"                    | Instalaciones de La Cantera, Ciudad de México                          |                                                                        |
|                                    | A. Ramírez 3' · J. Ramírez 28' | Reporte   | 68' D. Obledo · 83' D. Mejía | Asistencia: 200 espectadores Árbitro(s): Dennis Celerino Zaleta Cortéz | Asistencia: 200 espectadores Árbitro(s): Dennis Celerino Zaleta Cortéz |

| 19 de mayo de 2012, 15:00 (UTC -5)                     | Atlas "B"                                        | 4:1 1:0) (Global 6:3) | Pumas Naucalpan  | Estadio Jalisco, Guadalajara, Jalisco                               |                                                                     |
|                                                        | D. Díaz 10', 81' · D. Mejía 76' · E. Beltrán 85' | Reporte               | 47' J. Rodríguez | Asistencia: 2 000 espectadores Árbitro(s): Marco Antonio Ortíz Nava | Asistencia: 2 000 espectadores Árbitro(s): Marco Antonio Ortíz Nava |
| Atlas "B" campeón del Torneo Clausura 2012. Global 6-3 |                                                  |                       |                  |                                                                     |                                                                     |

|                              |
| Atlas "B" Campeón 1º título. |